# Liste der Bodendenkmäler in Schwarzhofen
Auf dieser Seite sind die Bodendenkmäler in dem Oberpfälzer Markt Schwarzhofen zusammengestellt. Diese Tabelle ist eine Teilliste der Liste der Bodendenkmäler in Bayern. Grundlage ist die Bayerische Denkmalliste, die auf Basis des Bayerischen Denkmalschutzgesetzes vom 1. Oktober 1973 erstmals erstellt wurde und seither durch das Bayerische Landesamt für Denkmalpflege geführt wird. Die folgenden Angaben ersetzen nicht die rechtsverbindliche Auskunft der Denkmalschutzbehörde.

## Bodendenkmäler in Schwarzhofen

### Gemarkung Demeldorf
| Lage                 | Objekt                                                         | Akten-Nr.     | Bild |
| -------------------- | -------------------------------------------------------------- | ------------- | ---- |
| Demeldorf (Standort) | Verebnete vorgeschichtliche Grabhügelgruppe.                   | D-3-6639-0014 |      |
| Demeldorf (Standort) | Vorgeschichtlicher Bestattungsplatz mit verebneten Grabhügeln. | D-3-6639-0063 |      |

### Gemarkung Fuhrn
| Lage             | Objekt                       | Akten-Nr.     | Bild |
| ---------------- | ---------------------------- | ------------- | ---- |
| Fuhrn (Standort) | Mittelalterlicher Burgstall. | D-3-6639-0015 |      |

### Gemarkung Haag b.Schwarzhofen
| Lage                           | Objekt                      | Akten-Nr.     | Bild |
| ------------------------------ | --------------------------- | ------------- | ---- |
| Haag b.Schwarzhofen (Standort) | Vorgeschichtliche Siedlung. | D-3-6640-0036 |      |

### Gemarkung Schwarzeneck
| Lage                    | Objekt | Akten-Nr.     | Bild |
| ----------------------- | --- | ------------- | ---- |
| Schwarzeneck (Standort) | Mittelalterlicher Burgstall. | D-3-6640-0024 |      |
| Schwarzeneck (Standort) | Archäologische Befunde des Mittelalters und der frühen Neuzeit im Bereich des ehemaligen Schlosses sowie des zugehörigen Eisenhammers in Schwarzeneck. | D-3-6640-0131 |      |

### Gemarkung Schwarzhofen
| Lage                    | Objekt | Akten-Nr.     | Bild |
| ----------------------- | --- | ------------- | ---- |
| Schwarzhofen (Standort) | Vorgeschichtliche Siedlung. | D-3-6640-0026 |      |
| Schwarzhofen (Standort) | Vorgeschichtliche Siedlung. | D-3-6640-0027 |      |
| Schwarzhofen (Standort) | Bestattungsplatz der Hallstattzeit mit verebneten Grabhügeln. | D-3-6640-0028 |      |
| Schwarzhofen (Standort) | Mesolithische Freilandstation, Siedlungen der Jungsteinzeit, der Späthallstatt-/Frühlatènezeit, der Spätlatènezeit und der Völkerwanderungszeit, Gräberfeld der Urnenfelderzeit.                                                                            | D-3-6640-0029 |      |
| Schwarzhofen (Standort) | Siedlung der Bronzezeit. | D-3-6640-0030 |      |
| Schwarzhofen (Standort) | Mesolithische Freilandstation, vorgeschichtliche Siedlung. | D-3-6640-0034 |      |
| Schwarzhofen (Standort) | Siedlung der Spätbronze- und Urnenfelderzeit. | D-3-6640-0035 |      |
| Schwarzhofen (Standort) | Archäologische Befunde des Mittelalters und der frühen Neuzeit im Bereich der Katholischen Pfarrkirche Maria vom Siege, ehemalige St. Laurentius, in Schwarzhofen, darunter die Spuren von Vorgängerbauten bzw. älterer Bauphasen und abgegangener Gebäude. | D-3-6640-0055 |      |
| Schwarzhofen (Standort) | Archäologische Befunde und Funde im Bereich des ehemaligen Dominikanerinnenklosters Schwarzhofen, darunter die Spuren mindestens eines Vorgängerbaus. | D-3-6640-0056 |      |

### Gemarkung Uckersdorf
| Lage                  | Objekt | Akten-Nr.     | Bild |
| --------------------- | --- | ------------- | ---- |
| Uckersdorf (Standort) | Endpaläolithische und mesolithische Freilandstation, Siedlungen der Jungsteinzeit, der Spätbronze- und Urnenfelderzeit, der Hallstattzeit, der Latènezeit, der römischen Kaiserzeit sowie des Frühmittelalters. | D-3-6539-0050 |      |
| Uckersdorf (Standort) | Verebnete Grabhügel der Hallstattzeit. | D-3-6539-0051 |      |
| Uckersdorf (Standort) | Vorgeschichtliche Siedlung. | D-3-6539-0092 |      |
| Uckersdorf (Standort) | Vorgeschichtliche Siedlung. | D-3-6539-0093 |      |
| Uckersdorf (Standort) | Siedlung der Hallstattzeit. | D-3-6539-0094 |      |
| Uckersdorf (Standort) | Vorgeschichtliche Siedlung. | D-3-6539-0095 |      |
| Uckersdorf (Standort) | Vorgeschichtliche Siedlung. | D-3-6539-0096 |      |
| Uckersdorf (Standort) | Vorgeschichtlicher Bestattungsplatz mit mindestens einem Grabhügel. | D-3-6539-0097 |      |
| Uckersdorf (Standort) | Siedlungen der Urnenfelderzeit, der Frühlatènezeit, der Völkerwanderungszeit und des Frühmittelalters. | D-3-6539-0216 |      |
| Uckersdorf (Standort) | Vorgeschichtliche Siedlung | D-3-6539-0224 |      |
| Uckersdorf (Standort) | Frühneuzeitlicher Vogelherd. | D-3-6539-0225 |      |
| Uckersdorf (Standort) | Endpaläolithische und mesolithische Freilandstation, Siedlungen der Jungsteinzeit, der mittleren/späten Bronzezeit und der Urnenfelderzeit, Bestattungsplätze der Spätbronzezeit und der Hallstattzeit.         | D-3-6639-0024 |      |
| Uckersdorf (Standort) | Untertägige Befunde des ehemaligen Landsassensitzes und abgebrochenen Schlosses in Schönau, zuvor wohl mittelalterliche Burg.                                                                                   | D-3-6639-0025 |      |
| Uckersdorf (Standort) | Siedlungen der Bronzezeit und der Urnenfelderzeit. | D-3-6639-0026 |      |
| Uckersdorf (Standort) | Mesolithische Freilandstation, Siedlung der Bronzezeit, der Urnenfelderzeit und der Hallstattzeit. | D-3-6639-0027 |      |
| Uckersdorf (Standort) | Frühmittelalterlicher Bestattungsplatz. | D-3-6639-0028 |      |
| Uckersdorf (Standort) | Vorgeschichtliche Siedlung. | D-3-6639-0064 |      |
| Uckersdorf (Standort) | Vorgeschichtliche Siedlung. | D-3-6639-0065 |      |
| Uckersdorf (Standort) | Vorgeschichtliche Siedlung. | D-3-6639-0066 |      |
| Uckersdorf (Standort) | Vorgeschichtliche Siedlung. | D-3-6639-0067 |      |
| Uckersdorf (Standort) | Vorgeschichtliche Siedlung. | D-3-6639-0068 |      |
| Uckersdorf (Standort) | Vorgeschichtliche Siedlung. | D-3-6640-0037 |      |

### Gemarkung Zangenstein
| Lage                   | Objekt | Akten-Nr.     | Bild |
| ---------------------- | --- | ------------- | ---- |
| Zangenstein (Standort) | Mesolithische Freilandstation, Siedlung der Spätbronze- und Urnenfelderzeit. | D-3-6539-0055 |      |
| Zangenstein (Standort) | Vorgeschichtliche Siedlung. | D-3-6539-0056 |      |
| Zangenstein (Standort) | Spätpaläolithische Freilandstation, Bestattungsplatz der Hallstattzeit, Siedlung der Völkerwanderungszeit. | D-3-6539-0057 |      |
| Zangenstein (Standort) | Siedlung der Urnenfelderzeit. | D-3-6539-0058 |      |
| Zangenstein (Standort) | Mesolithische Freilandstation, Siedlungen der Bronzezeit, der Urnenfelderzeit, der Hallstatt- und Frühlatènezeit sowie des Hochmittelalters, Brandgräber vor- und frühgeschichtlicher Zeitstellung, wohl der Urnenfelderzeit. | D-3-6539-0059 |      |
| Zangenstein (Standort) | Siedlung der mittleren Bronzezeit, der Urnenfelderzeit und des hohen Mittelalters. | D-3-6639-0042 |      |
| Zangenstein (Standort) | Archäologische Befunde im Bereich der mittelalterlichen Burgruine Zangenstein. | D-3-6639-0043 |      |
| Zangenstein (Standort) | Mesolithische Freilandstation, Siedlungen der mittleren Bronzezeit, der Urnenfelderzeit, der Latènezeit und des hohen Mittelalters.                                                                                           | D-3-6639-0044 |      |
| Zangenstein (Standort) | Vorgeschichtliche Siedlung. | D-3-6639-0157 |      |
| Zangenstein (Standort) | Vorgeschichtliche Siedlung. | D-3-6639-0182 |      |